# Peter Vilhelm Jacobsen
Peter Vilhelm Jacobsen (født 21. december 1799 i København, død 13. maj 1848 sammesteds) var en dansk historiker og digter.

## Uddannelse og karriere
Vilhelm Jacobsen, der var søn af vinkyper Jens Christian Jacobsen, blev af den ret velstående fader (død 1815) sat i det Schouboeske Institut og senere i Metropolitanskolen, hvorfra han dimitteredes til Københavns Universitet 1817.
I det liv, som udfoldede sig i studenterverdenen, og som gav anledning til Studenterforeningens stiftelse (1820), tog Jacobsen del, og han var senior i foreningen 1820-29; dog forsømte han ikke derfor hverken embedsstudierne – han tog juridisk embedseksamen 1820 – eller studier af videnskabelig natur, ligesom han dengang som senere fulgte ivrig med skønlitteraturen her hjemme og i udlandet. Samtidig skred han rolig hen ad de juridiske embedsveje: 1820 blev han volontær i Kancelliet, 1829 kancellist, 1831 kancellisekretær, derpå brød han nogle år ud af administrationen, i det han 1833 blev surnumerær, 1836 virkelig assessor i Landsover- samt Hof- og Stadsretten, men da dommervirksomhed var hans nervøse natur imod, bøjede han atter om og blev 1841 kommitteret i Rentekammeret, samme år justitsråd, 1845 virkelig etatsråd. Jacobsen udførte sin embedsgerning med dygtighed og samvittighedsfuldhed, men hans fantasi trængte til næring fra mere fjerntliggende områder; en naturlig sporsans lod ham snart finde opgaver for sine evner.

## Historisk forfattervirksomhed
Allerede tidlig havde samfundsspørgsmål fra ældre tider grebet hans interesse. Ved i embeds medfør at blive bekendt med de ældste kancelliregistranter så han, hvor rigt et materiale her forelå, som kunne bane vej for en dybere indsigt i landets indre bygning end den, som historieskrivningen hidtil havde ydet. Han fattede tanken om at fremstille Danmarks indenrigshistorie under kongerne Christian 3. og Frederik 2., i det han samtidig, med den modenhed i planlægning, som altid fulgte ham, bestemte sig for udelukkende at bygge på kilderne fra dette tidsrum og ikke ville lade sig forvilde ved noget henblik til en forudgående eller efterfølgende tidsalder.
Hans første afhandling handlede Om Selvejergods og de Maader, paa hvilke denne Art af Ejendom overgik til Fæste under Kongerne Christian III og Frederik II (1831); derpå udgav han Fremstilling af det danske Skattevæsen under Kongerne Christian III og Frederik II (1833); det er en velordnet, selvstændig og uden forbillede skrevet behandling af et vigtigt emne, der kaster Lys over mange sider af landets indre tilstande. I en række omfattende afhandlinger belyste Jacobsen de kongelige Nathold, Borgelejer og Gjæsteri (1840), de danske Kjøbstæders Borgervæbning og Deltagelse i Krigsvæsenet (1846) foruden mange andre sider af det danske købstadvæsen i det anførte tidsrum, Falkevæsenet og Falkejagten (1848) osv.
Jacobsen henledte også opmærksomheden på de hidtil kun småt benyttede købstadsarkiver og især det righoldige helsingørske arkiv; han udgav Helsingørs Kæmnerregnskab for 1577, ledsaget af værdifulde, forklarende oplysninger (1844).
Det fælles særmærke for disse arbejder er, at de bygger på en tæt og fast sammenføjet mængde af kendsgjerninger, der er indsamlede med den største omhu og opfattede med indtrængende forståelse, således at mange sider af samfundslivet først da trådte klart frem. Man indså straks, at denne historiker havde fundet kildespring, hvorved historieforskningens noget fortørrede jordsmon atter kunne frugtbargøres; man fik også et eget indtryk af, hvor mættet med virkelighed og fri for opfattelsens vilkårlighed et historisk arbejde formår at være.
Jacobsen blev 1836 optaget i Det kongelige danske Selskab for Fædrelandets Historie, han deltog i stiftelsen af den danske historiske Forening (1839) og var i de første år medlem af foreningens bestyrelse; den største del af hans afhandlinger udkom i Historisk Tidsskrift.

## Digteren
Men den nøgterne historiegransker og omhyggelige rentekammermand var desuden bekendt for at besidde betydelig æstetisk læsning og en fin smag. Det vidste hans gode venner fra ungdomsårene – således Henrik Hertz, Carl Adolph Thortsen, Peter Christian Adler og Christian Winther –, de hørte gerne hans æstetiske dom, ja, da Hertz, som skænkede Jacobsen sin fulde fortrolighed, 1832 udgav sin Anonym Nytaarsgave, skrev Jacobsen heri en novellistisk indledning: Mødet i Dyrehaven, der ved sit lune og stilens klarhed røbede en med Hertz beslægtet ånd (få måneder efter var han fadder, da Hertz lod sig døbe). Jacobsen skrev også 1836 et oprindelig for Studenterforeningen bestemt lystspil i 1 akt: Æventyr i Fastelavn; dets gode dialog opvejede dog ikke dets mindre heldige sider, og stykket gjorde ikke lykke, da det 1845 opførtes på det Kongelige Teater.
Imidlertid havde Jacobsen iagttaget sider af livet i det 16. århundrede, som ikke lod sig passe ind i et videnskabeligt arbejde, og som dybt havde grebet ham; frem for alt var han betaget af, hvorledes den tids mennesker nærede en urokkelig tro på trolddom som fuld virkelighed. I løbet af få uger skrev Jacobsen da sit mærkelige drama Trolddom. Procesakter fra Helsingør havde givet ham en del af stoffet, mest havde dog tidens ånd, således som han gennem sine omfattende studier var kommet til at tilegne sig den, givet handlingen liv, fart og farve og ladet hans fantasi tegne lyslevende personer fra Frederik 2.’s tid. Bag den naturalistiske skildring var der en underbund af de fineste stemninger, ingensteds fik man følelsen af det eftergjorte, og vel havde åbenbart franske digtere påvirket forfatteren, men dog var hans drama fuldkomment originalt i anlæg og udførelse.
I de to hovedpersoner, Hans Thomassen og Karine, havde Jacobsen skildret tvivlsomme naturer, men den kærligheds trolddom, hvoraf Karine var betaget, gav hende en højhed, der forsonede med hendes letfærdige vandel. Hendes død på bålet og stykkets hele mørke udgang – thi Jacobsen ville netop bestemt bestride nødvendigheden af en forsonende slutning – måtte imidlertid vække anstød, og publikum udpeb med stor uforstand stykket, da det 1847 med en fortrinlig rollebesætning opførtes på det Kongelige Teater; det gik kun 5 gange over scenen. Den litteraturkritikken udtalte sig dog dengang, som også senere, med stor beundring for dette drama og fremhævede dets ejendommelige værdi både som kunstværk og tidsbillede; men man har ikke senere forsøgt at opføre det.

## Sidste tid
Jacobsen havde altid haft et skrøbeligt helbred, han led af en leversygdom og var plaget af astma og gigt; tidlig blev han overvægtig – Christian Winther kalder ham allerede 1822 "hin digre" –, og han troede selv ikke på, at hans liv ville blive langt. Ved flittigt arbejde, ved hyppige køreture til sin yndlingsegn, Dyrehaven, desuden med støtte i et godt lune forstod Jacobsen at dæmpe den nedtrykthed, hvoraf han led, og som han i øvrigt aldrig lod falde vennerne til byrde. Omsider fik dog hans sygdom overhånd.
Jacobsen var under middelhøjde, havde mørke, spillende øjne, en svagt buet næse og mørkt hår; et karakteristisk satirisk smil og en hjertelig latter gav vidnesbyrd om sindets sundhed uagtet alle lidelser. Hans venner satte et monument med smukke, ærefulde mindevers på hans grav på Frederiksberg Ældre Kirkegård.
Jacobsen var 1838 blevet gift med Gertrud Cathrine Elizabeth Essendrop, datter af sognepræst C. S. Essendrop for Modum præstegæld i Norge; hun døde 1872.